# Jukka Jalonen
Jukka Pertti Juhani Jalonen (ur. 2 listopada 1962 w Riihimäki) – fiński hokeista. Trener hokejowy.
Jego synowie Jesper (ur. 1994) i Jimi (ur. 1996) także zostali hokeistami.

## Kariera zawodnicza
Wychowanek klubu Nikkarit.
- JYP U-20 (1982-1983)
- JYP (1983-1986)
- Ahmat Hyvinkää (1988-1989)

## Kariera trenerska
- Reprezentacja Finlandii do lat 17 (1991-1992) - asystent trenera
- Ilves (1992-1996) - asystent trenera, od 27.11.1992 główny trener
- Reprezentacja Finlandii do lat 18 (1995) - asystent trenera
- Reprezentacja Finlandii do lat 17 (1995-1996) - główny trener
- Lukko (1996-1997) -główny trener
- Sport (1997-1998) - główny trener
- HC Alleghe (1998-1999) - główny trener
- Newcastle Jesters (1999-2001) - główny trener
- HPK (2001-2007) - główny trener
- Reprezentacja Finlandii (2007-2008) - asystent trenera
- Reprezentacja Finlandii (2008-2013) - główny trener
- SKA Sankt Petersburg (2012-2014) - główny trener
- Reprezentacja Finlandii do lat 20 (2014-2016) - główny trener
- Jokerit (2016-2018) - główny trener
- Reprezentacja Finlandii (2018-) - główny trener

Od 2008 do 2013 był szkoleniowcem reprezentacji Finlandii. W tym okresie jego największym sukcesem jest mistrzostwo świata zdobyte podczas turnieju w 2011.
W listopadzie 2012 został jednocześnie trenerem rosyjskiej drużyny SKA Sankt Petersburg jednocześnie pozostawał selekcjonerem. Po sezonie KHL (2013/2014) odszedł ze SKA. Od tego czasu był selekcjonerem kadry juniorskiej Finlandii do lat 20. Od połowy 2016 trener Jokeritu. Po sezonie KHL (2017/2018) ustąpił ze stanowiska. Jeszcze w październiku 2017 potwierdzono, że Jalonen zostanie ponownie głównym trenerem reprezentacji Finlandii od sezonu 2018/2019. Po raz drugi poprowadził kadrę ojczyzny do mistrzostwa świata w edycji 2019. W edycji 2021 jego kadra zdobyła srebrny medal. Na Zimowych Igrzyskach Olimpijskich w Pekinie 2022 zdobył z reprezentacją pierwszy w historii kraju złoty medal tej rangi. Na turnieju MŚ 2022 2022 po raz trzeci zdobył z Finlandią złoty medal.

## Sukcesy i wyróżnienia
Reprezentacyjne zawodnicze
- Brązowy medal zimowej uniwersjady: 1989

Klubowe szkoleniowe
- Złoty medal mistrzostw Finlandii: 2006 z HPK
- Brązowy medal mistrzostw Finlandii : 2002, 2003, 2005, 2007 z HPK
- Finał Pucharu Mistrzów: 2007 z HPK

Reprezentacyjne szkoleniowe
- Brązowy medal zimowych igrzysk olimpijskich: 2010
- Złoty medal mistrzostw świata: 2011, 2019, 2022
- Złoty medal mistrzostw świata juniorów do lat 20: 2016
- Srebrny medal mistrzostw świata: 2021
- Złoty medal zimowych igrzysk olimpijskich: 2022

Wyróżnienia
- Trofeum Kalevi Numminena - najlepszy trener sezonu SM-liiga 2005/2006
- Galeria Sławy fińskiego hokeja na lodzie
- Kalen Kannu (wyróżnienie, które corocznie przyznaje prezes Fińskiej Federacji Hokejowej Kalervo Kummola): 2011